# Allium erzincanicum
Allium erzincanicum — вид трав'янистих рослин родини амарилісові (Amaryllidaceae), ендемік Туреччини.

## Поширення
Ендемік Туреччини (Конья).